# Mercatone Uno
Mercatone Uno es una cadena de supermercados italiana fundada en 1983 que vende productos para el hogar (no de alimentación). Su presidente es Romano Cenni.
La compañía se hizo conocida gracias a su patrocinio del equipo ciclista profesional Mercatone Uno durante muchos años, especialmente de la mano del escalador Marco Pantani (il Pirata), que logró en 1998 un histórico doblete ganando la general del Giro de Italia y del Tour de Francia, así como seis etapas en Giro y otras tantas en el Tour durante los años que corrió en el equipo (1997-2003).